# Bremen (Georgia)
Bremen es una ciudad ubicada en el condado de Haralson en el estado estadounidense de Georgia. En el censo de 2000, su población era de 4.579.

## Demografía
En el 2000 la renta per cápita promedia del hogar era de $29,354, y el ingreso promedio para una familia era de $39,674. El ingreso per cápita para la localidad era de $16,833. Los hombres tenían un ingreso per cápita de $32,500 contra $20,823 para las mujeres.

## Geografía
Bremen se encuentra ubicado en las coordenadas 33°42′57″N 85°8′50″O / 33.71583, -85.14722 (33.715933, -85.147213).
Según la Oficina del Censo, la localidad tiene un área total de 23,1 km² (8,9 mi²), de la cual 23 km² (8,9 mi²) es tierra y 0,1 km² (0 mi²) (0.4%) es agua.